# Jan Wieszczycki
Jan Wieszczycki herbu Grzymała – miecznik czernihowski w latach 1666-1697, towarzysz kozacki.
Był elektorem Augusta II Mocnego z ziemi chełmskiej w 1697 roku.